# La vampira de Barcelona (película de 2020)
La vampira de Barcelona es una película española del año 2020 dirigida por Lluís Danés. Es un thriller histórico basado en el imaginario popular alrededor del personaje de Enriqueta Martí, denominada la «vampira del Raval» o «de Barcelona». Se estrenó en los cines el 4 de diciembre de 2020. Recibió cinco Premios Gaudí, entre ellos, el de mejor película.

## Argumento
En la Barcelona de principios del siglo XX conviven dos ciudades: una burguesa y modernista, y la otra sórdida y sucia. La desaparición de la pequeña Teresa Guitart, hija de una rica familia, conmociona al país y la policía tiene pronto una sospechosa: Enriqueta Martí, conocida cómo «la vampira del Raval». El periodista Sebastià Comas se adentra en el laberinto de calles, burdeles y secretos del barrio del Raval, donde sabe que encontrará la verdad sobre las desapariciones y asesinatos macabros de niños de los cuales se acusa la Vampira. Pronto descubrirá que allá se esconde una élite dispuesta a ocultar sus vicios a cualquier precio.

## Reparto
- Nora Navas como Enriqueta Martí
- Roger Casamajor como Sebastià Comas
- Bruna Cusí como Amèlia
- Núria Prims como Madame Leonor
- Sergi López como Amorós
- Francesc Orella como Salvat
- Mario Gas como Sr. Méndez
- Francesca Piñón como Sor Engracia
- Pablo Derqui como Fuster
- Carla Moran como Rosita

## Premios
| Año  | Premio                                              | Categoría                                   | Candidatura                                     | Resultado |
| ---- | --------------------------------------------------- | ------------------------------------------- | ----------------------------------------------- | --------- |
| 2020 | Festival Internacional de Cine Fantástico de Sitges | Gran Premio del público a la mejor película | La vampira de Barcelona                         | Ganador   |
| 2021 | Premios Gaudí                                       | Mejor Película                              | La vampira de Barcelona                         | Ganador   |
| 2021 | Premios Gaudí                                       | Mejor Dirección                             | Lluís Danés                                     | Nominado  |
| 2021 | Premios Gaudí                                       | Mejor Protagonista Femenina                 | Nora Navas                                      | Nominada  |
| 2021 | Premios Gaudí                                       | Mejor Dirección de Producción               | David Masllorens i Silva                        | Nominado  |
| 2021 | Premios Gaudí                                       | Mejor Dirección Artística                   | Lluís Danés                                     | Ganador   |
| 2021 | Premios Gaudí                                       | Mejor Actriz Secundaria                     | Bruna Cusí                                      | Nominada  |
| 2021 | Premios Gaudí                                       | Mejor Actriz Secundaria                     | Núria Prims                                     | Nominada  |
| 2021 | Premios Gaudí                                       | Mejor Actor Secundario                      | Francesc Orella                                 | Nominado  |
| 2021 | Premios Gaudí                                       | Mejor Música Original                       | Alfred Tapscott                                 | Nominado  |
| 2021 | Premios Gaudí                                       | Mejor Fotografía                            | Josep Maria Civit                               | Nominado  |
| 2021 | Premios Gaudí                                       | Mejor Vestuario                             | Mercè Paloma                                    | Ganadora  |
| 2021 | Premios Gaudí                                       | Mejor Sonido                                | Daniela Fermín, Quique López y Carlos Jiménez   | Nominado  |
| 2021 | Premios Gaudí                                       | Mejores Efectos Visuales                    | Lluís Rivera, Aleix Torrecillas y Anna Aragonès | Ganadores |
| 2021 | Premios Gaudí                                       | Mejor Maquillaje y Peluquería               | Laura Pérez y Xavi Valverde                     | Ganadores |